# Kleinbahn Rinkerode–Ascheberg
| Streckenlänge: | 11,45 km            |            |            |
| Spurweite: | 900 mm (Schmalspur) |            |            |
| |                     |            |            |
| \| \| 0,0 \| Ascheberg \| Ascheberg \| \| \| 8,5 \| Davensberg \| Davensberg \| \| \| 11.5 \| Rinkerode \| Rinkerode \| |                     |            |            |
| Kopfbahnhof Streckenanfang (Strecke außer Betrieb)                                                                      | 0,0                 | Ascheberg  | Ascheberg  |
| Haltepunkt / Haltestelle (Strecke außer Betrieb)                                                                        | 8,5                 | Davensberg | Davensberg |
| Kopfbahnhof Streckenende (Strecke außer Betrieb)                                                                        | 11.5                | Rinkerode  | Rinkerode  |

Die Kleinbahn Rinkerode–Ascheberg war eine schmalspurige Bahnstrecke in Westfalen, die zunächst als Baustellenbahn zum Materialtransport zwischen Rinkerode und Ascheberg erbaut und von 1917 bis 1925 planmäßig im Personenverkehr genutzt wurde.

## Geschichte
Beim Bau der Staatsbahnstrecke Dortmund–Münster war es für die Baufirma Philipp Holzmann notwendig, zum Materialtransport eine Kleinbahn zu bauen und zu betreiben. Insbesondere wurde damit der Materialtransport für den Bahndammbau der am 18. Oktober 1928 eröffneten Staatsbahnstrecke durchgeführt. Das Baumaterial wurde mit der Reichsbahn vom Hiltruper Steiner See, der entsandet wurde, nach Rinkerode gebracht und hier auf die Kleinbahn umgeladen. Diese Transporte liefen schon seit 1915. Die Strecke wurde von der Holzmann AG unter Berücksichtigung von Plänen von Erwin Scotland unter Leitung des Bauführers Schädel erbaut. Die Strecke wurde über die Haltepunkte Hoheheide, Davert und Davensberg geführt.
Die Feldbahn war für den Personenverkehr nicht zugelassen. Deshalb musste sie von der preußischen Regierung in den Rang einer personenverkehrsfähigen Kleinbahn nach dem Preußischen Kleinbahngesetz erhoben werden.
Ab 1. Mai 1917, während des Ersten Weltkriegs, wurden drei Zugpaare täglich für Passagiere bereitgestellt, die aus einem oder zwei Personenwagen und einem selbstgebauten Postwaggon bestanden. Der mitfahrende Postschaffner verkaufte die Fahrkarten.
Der Zug benötigte für die Strecke über eine Stunde und beförderte etwa rund 30 Personen, also 180 Fahrgäste am Tag, hochgerechnet bis zu 60.000 pro Jahr. Die Einnahmen aus dem Fahrkartenverkauf reichten zur Kostendeckung jedoch nicht aus. Diese finanziellen Gründe und die Tatsache, dass die Materialbahn nach Fertigstellung der Bahnstrecke Dortmund–Münster überflüssig geworden war, führten vermutlich im Februar 1925 zur Einstellung des Betriebes.
Der Streckenverlauf orientierte sich vorrangig an bereits vorhandenen Feldwegen. Zwischen Davensberg und Ascheberg lief die Strecke parallel zur im Bau befindlichen Staatsbahnstrecke, führte jedoch nicht ganz bis zum Bahnhof Ascheberg, sondern endete nördlich auf einem Gelände, welches heute durch eine Backwarenfabrik bebaut ist. Auf Höhe des Bahnhofs Davensberg führte diese Strecke in östliche Richtung nach Rinkerode, um am Bahnhof der Strecke Münster–Hamm zu enden. Vom Bahnhof Rinkerode zum Kleinbahn-Haltepunkt waren 340 m zu Fuß nach Süden zu gehen.
Die Strecke wurde im Kursbuch der Reichsbahn geführt; im Juli 1925 wurde der Betrieb als eingestellt vermerkt.
Nach dem Abbau der Gleise wurden die Wege ausgebaut. Aus dem restlichen Bahngelände wurde wieder Acker- oder Weidefläche.

## Bemerkenswertes
Am 6. Februar 1919 ereignete sich im Zug ein Mord. Ein als Matrose gekleideter Mann schoss auf den mitfahrenden Postschaffner und gleichzeitigen Zugbegleiter, um Geld zu erbeuten. Der Zugbegleiter verstarb am 9. Juni 1919 in Münster.